# DNA (citosina-5-)-metiltransferasi
La DNA (citosina-5-)-metiltransferasi o ADN (citosina-5-)-metiltransferasi è un enzima appartenente alla classe delle transferasi, che catalizza la seguente reazione:
S-adenosil-L-metionina + DNA ⇄ S-adenosil-L-omocisteina + DNA contenente 5-metilcitosina